# Salto (Uruguay)
Salto (Spanyol kiejtésben: [ˈsalto]) az északnyugat-uruguayi Salto megye székhelye. A 2011-es népszámlálás szerint Uruguay második legnépesebb városa, 104 028 lakossal.

## Fekvése
Montevideótól északnyugatra kb. 498 km-re található.

## Lakosainak száma
| Év   | Lakosok száma |
| ---- | ------------- |
| 1834 | 1315          |
| 1852 | 2882          |
| 1908 | 19 788        |
| 1963 | 57 975        |
| 1975 | 73 897        |
| 1985 | 80 821        |
| 1996 | 93 117        |
| 2004 | 99 072        |
| 2011 | 104 028       |

## Nevezetes személyek
- Eliseo Álvarez (1940–1997) labdarúgó
- José Leandro Andrade (1901–1957) labdarúgó
- Cziffery József (1902-1965) magyar származású uruguayi festőművész
- Edinson Cavani (1987) labdarúgó
- Gastón Silva (1994) labdarúgó

## Testvérvárosai
- 2007: Salto, Argentína
- 2011: Goya, Argentína.
- 2013: Penafiel, Portugália.
- 2014: Putla Villa de Guerrero, Mexikó.
- 2014: Palenque, Mexikó